# 부산광역시의 초등학교 목록
다음은 부산광역시의 초등학교 목록이다.

## 가
가남초등학교 · 
가락초등학교 · 
가산초등학교 · 
가야초등학교 · 
가평초등학교 · 
감전초등학교 · 
감천초등학교 · 
강동초등학교 · 
개금초등학교 · 
개림초등학교 · 
개원초등학교 · 
개포초등학교 · 
개화초등학교 · 
거제초등학교 · 
거학초등학교 · 
공덕초등학교 · 
과정초등학교 · 
광남초등학교 · 
광안초등학교 · 
광일초등학교 · 
괘법초등학교 · 
괴정초등학교 · 
교동초등학교 · 
교리초등학교 · 
구남초등학교 · 
구덕초등학교 · 
구서초등학교 · 
구평초등학교 · 
구포초등학교 · 
구학초등학교 · 
금강초등학교 · 
금곡초등학교 · 
금명초등학교 · 
금빛초등학교 · 
금사초등학교 · 
금샘초등학교 · 
금성초등학교 · 
금양초등학교 · 
금정초등학교 · 
금창초등학교 · 
기장초등학교

## 나
낙동초등학교 · 
낙민초등학교 · 
남명초등학교 · 
남문초등학교 · 
남부민초등학교 · 
남산초등학교 · 
남성초등학교 · 
남천초등학교 · 
남항초등학교 · 
내리초등학교 · 
내산초등학교 · 
내성초등학교 · 
녹명초등학교 · 
눌차초등학교

## 다
다대초등학교 · 
다선초등학교 · 
다송초등학교 · 
달북초등학교 · 
달산초등학교 · 
당감초등학교 · 
당리초등학교 · 
당평초등학교 · 
대교초등학교 · 
대남초등학교 · 
대사초등학교 · 
대상초등학교 · 
대신초등학교 · 
대연초등학교 · 
대저중앙초등학교 · 
대저초등학교 · 
대천리초등학교 · 
대천초등학교 · 
대청초등학교 · 
대평초등학교 · 
덕두초등학교 · 
덕상초등학교 · 
덕성초등학교 · 
덕양초등학교 · 
덕천초등학교 · 
덕포초등학교 · 
동궁초등학교 · 
동래초등학교 · 
동명초등학교 · 
동백초등학교 · 
동삼초등학교 · 
동상초등학교 · 
동성초등학교 · 
동신초등학교 · 
동양초등학교 · 
동원초등학교 · 
동일중앙초등학교 · 
동주초등학교 · 
동천초등학교 · 
동평초등학교 · 
동항초등학교 · 
동현초등학교 · 
두실초등학교

## 마
만덕초등학교 · 
망미초등학교 · 
명덕초등학교 · 
명동초등학교 · 
명륜초등학교 · 
명서초등학교 · 
명장초등학교 · 
명지초등학교 · 
명진초등학교 · 
명호초등학교 · 
모덕초등학교 · 
모동초등학교 · 
모라초등학교 · 
모산초등학교 · 
모전초등학교 · 
몰운대초등학교 · 
무정초등학교 · 
문현초등학교 · 
미남초등학교 · 
민락초등학교 · 
민안초등학교

## 바
반산초등학교 · 
반석초등학교 · 
반송초등학교 · 
반안초등학교 · 
반여초등학교 · 
배산초등학교 · 
배영초등학교 · 
백산초등학교 · 
백양초등학교 · 
백운초등학교 · 
범일초등학교 · 
보림초등학교 · 
보수초등학교 · 
봉래초등학교 · 
봉삼초등학교 · 
봉학초등학교 · 
부곡초등학교 · 
부민초등학교 · 
부산교육대학교 부설초등학교 · 
부산삼육초등학교 · 
부산알로이시오초등학교 · 
부산진초등학교 · 
부암초등학교 · 
부전초등학교 · 
부흥초등학교 · 
분포초등학교

## 사
사남초등학교 · 
사동초등학교 · 
사상초등학교 · 
사직초등학교 · 
사하초등학교 · 
삼광초등학교 · 
삼덕초등학교 · 
삼어초등학교 · 
상당초등학교 · 
상리초등학교 · 
상학초등학교 · 
서감초등학교 · 
서곡초등학교 · 
서동초등학교 · 
서명초등학교 · 
서천초등학교 · 
석포초등학교 · 
선암초등학교 · 
성남초등학교 · 
성동초등학교 · 
성북초등학교 · 
성서초등학교 · 
성전초등학교 · 
성지초등학교 · 
성천초등학교 · 
세산초등학교 · 
센텀초등학교 · 
송도초등학교 (부산) · 
송수초등학교 · 
송운초등학교 · 
송정초등학교 (강서구) · 
송정초등학교 (해운대구) · 
수미초등학교 · 
수성초등학교 · 
수안초등학교 · 
수영초등학교 · 
수정초등학교 · 
승학초등학교 · 
신곡초등학교 · 
신금초등학교 · 
신남초등학교 · 
신덕초등학교 · 
신도초등학교 · 
신선초등학교 · 
신연초등학교 · 
신재초등학교 · 
신정초등학교 · 
신진초등학교 · 
신천초등학교 · 
신촌초등학교 · 
신평초등학교 · 
신호초등학교

## 아
아미초등학교 · 
안남초등학교 · 
안락초등학교 · 
안민초등학교 · 
안진초등학교 · 
양덕초등학교 · 
양동초등학교 · 
양성초등학교 · 
양운초등학교 · 
양정초등학교 · 
양천초등학교 · 
엄궁초등학교 · 
여고초등학교 · 
연동초등학교 · 
연미초등학교 · 
연산초등학교 · 
연서초등학교 · 
연신초등학교 · 
연일초등학교 · 
연제초등학교 · 
연지초등학교 · 
연천초등학교 · 
연포초등학교 · 
연학초등학교 · 
영도초등학교 · 
예원초등학교 · 
오륙도초등학교 · 
옥천초등학교 · 
온천초등학교 · 
와석초등학교 · 
용당초등학교 · 
용문초등학교 · 
용산초등학교 · 
용소초등학교 · 
용수초등학교 · 
용암초등학교 · 
용호초등학교 · 
우암초등학교 · 
운봉초등학교 · 
운산초등학교 · 
운송초등학교 · 
월내초등학교 · 
월평초등학교 · 
위봉초등학교 · 
을숙도초등학교 · 
응봉초등학교 · 
인지초등학교 · 
일광초등학교

## 자
장림초등학교 · 
장산초등학교 · 
장서초등학교 · 
장안초등학교 · 
장전초등학교 · 
재송초등학교 · 
전포초등학교 · 
절영초등학교 · 
정관초등학교 · 
정원초등학교 · 
좌동초등학교 · 
좌산초등학교 · 
좌성초등학교 · 
좌천초등학교 · 
주감초등학교 · 
주례초등학교 · 
주양초등학교 · 
주원초등학교 · 
주학초등학교 · 
죽성초등학교 · 
중리초등학교 · 
중현초등학교

## 차
창신초등학교 · 
창진초등학교 · 
천가초등학교 · 
천마초등학교 · 
철마초등학교 · 
청동초등학교 · 
청룡초등학교 · 
청학초등학교 · 
초량초등학교 · 
초읍초등학교 · 
충렬초등학교 · 
칠암초등학교

## 타 ,파
태종대초등학교 · 
토성초등학교 · 
토현초등학교  · 
포천초등학교

## 하
하남초등학교 · 
하단초등학교 · 
학사초등학교 · 
학장초등학교 · 
학진초등학교 · 
해강초등학교 · 
해동초등학교 · 
해림초등학교 · 
해송초등학교 · 
해운대초등학교 · 
해원초등학교 · 
현곡초등학교 · 
혜화초등학교 · 
호암초등학교 · 
화랑초등학교 · 
화명초등학교 · 
화잠초등학교 · 
화정초등학교 · 
회동초등학교 · 
효림초등학교